# Alessandro d'Ancona
Alessandro d'Ancona, italijansko-judovski kritik, pisatelj, novinar in pedagog, * 20. februar 1835, Pisa, † 9. november 1914, Firence.